# Café LiBella
Das Café Libella, auch Tanzcafé Libella, Eigenschreibweise: LiBella, ist ein Musik-Club, der 1983 in Kirchweidach eröffnet wurde, und in der bayerischen Independent-Szene der 1980er Jahre bekannt war. Seit 1987 befindet sich das Lokal in Altenmarkt an der Alz.

## Geschichte
In einer Landgaststätte in Kirchweihdach wurde der Club 1983 unter dem Namen Café LiBella eröffnet. Der Club zog Mitglieder der Subkulturen Punk, Wave, Mod, Grufties, Skinheads und Psychobillies aus der weiteren Umgebung an. Zunächst war DJ Hell Haus-DJ, später unter anderem auch Mathias Scheffel, der später mit Wolfgang Nöth zusammenarbeitete.
Kurz nach der Eröffnung gaben Bands wie Hans-A-Plast, Peter Hein, Die Toten Hosen, Goldene Zitronen und Die Mimmi’s hier Konzerte, 1984 Die Ärzte, später auch Liquid Liquid, Sunny Domestozs, Lurkers, Barbarella, Bugs, The Fair Sex, Mia, Wir sind Helden und weitere.

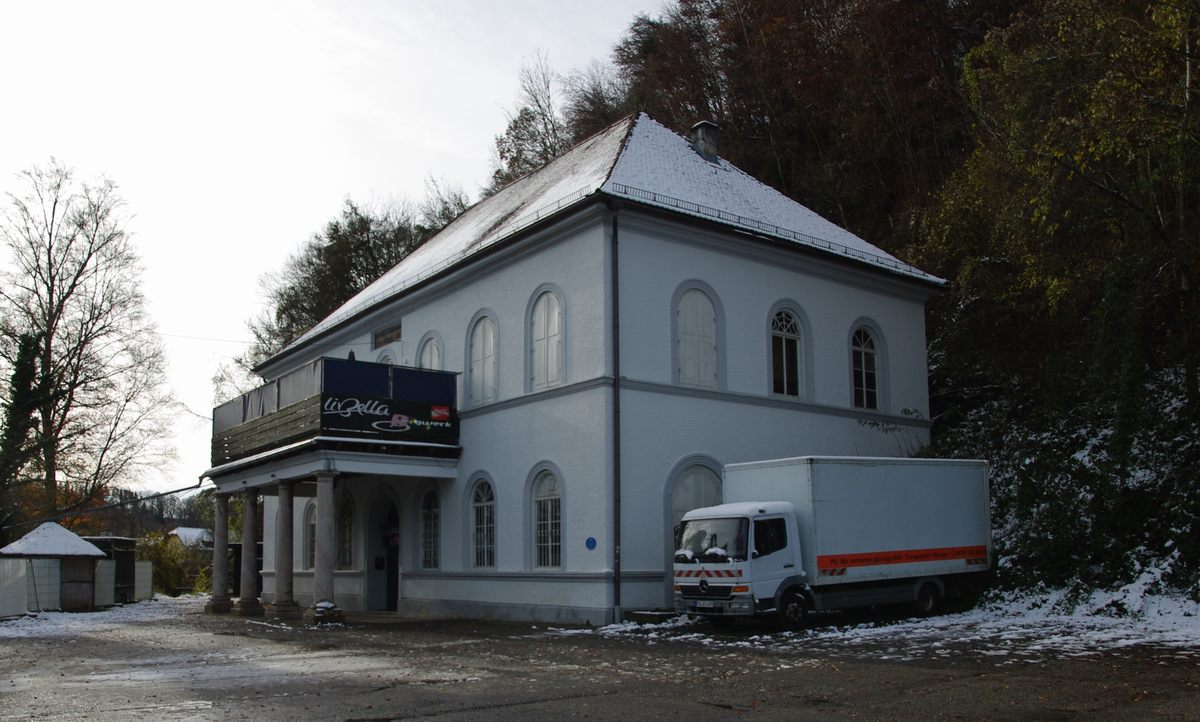
Niggl-Keller in Altenmarkt an der Alz

1986 fand auf dem Chiemsee erstmals eine Tanzschifffahrt des LiBella-Clubs statt. Ende September 1987 war das Gebäude baufällig und stand zum Abriss an. Es fand zur Verabschiedung eine Abschiedsfahrt auf einem Chiemseedampfer statt, zu der Karl Bruckmaier eine Sondersendung für den Zündfunk moderierte. Seitdem befindet sich der Club in den Räumlichkeiten einer alten Villa in Altermarkt an der Alz im Landkreis Traunstein. Der Marco Polo Reiseführer von 2021 zählte das Café Libella zu einem der ältesten Undergroundclubs Deutschlands. Die jungen Münchner seien wegen der damals in München gültigen Sperrzeit ins LiBella gefahren.
Der Club gilt als legendär und als eines der ältesten Underground-Szene-Lokale Deutschlands.

## Galerie
Subkulturen im Café LiBella, Mitte der 1990er Jahre:

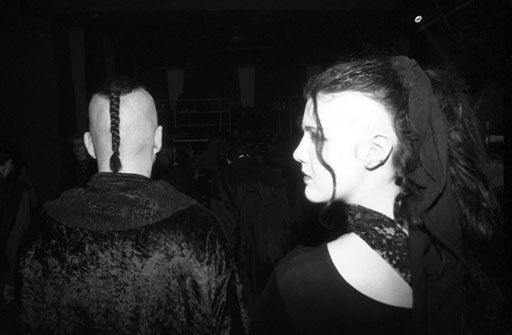
Dark Waver
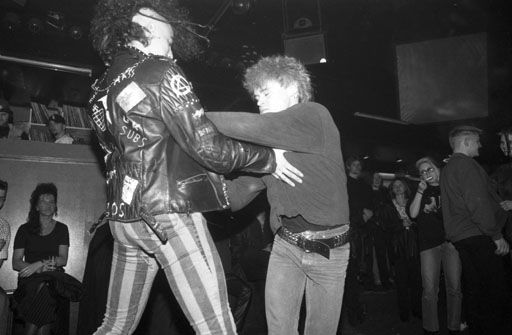
Punker
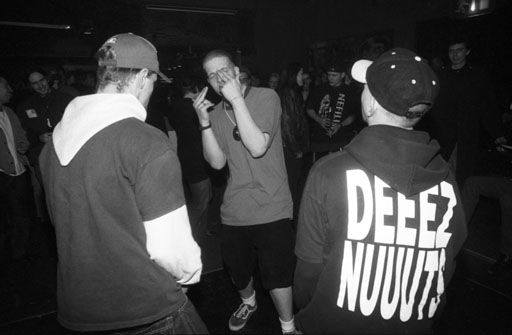
Hip-Hopper
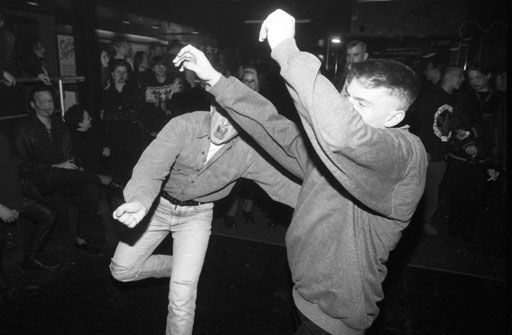
Rockabillys

## Trivia
Neben Erwähnung in Bandliteratur, findet der Club beispielsweise Erwähnung in Wolfgang Schweigers 2020 herausgegebenem Heimatkrimi Land der bösen Dinge. Auch Marisa Burger beschreibt in ihrer 2023 erschienenen Autobiografie Vergiss nie, wie dein Herz am Anfang war ihre Wochenendabende im Kirchweidacher LiBella.
In der Fernsehserie Irgendwie und Sowieso fungierte das Gebäude in Altenmarkt 1986 (also vor dem Umzug) als Drehort für den Nachtclub Lido.